# Myioborus miniatus
Myioborus miniatus là một loài chim trong họ Parulidae.